# Liste der Monuments historiques in Verjon
Die Liste der Monuments historiques in Verjon führt die Monuments historiques in der französischen Gemeinde Verjon auf.

## Liste der Bauwerke
| Bezeichnung         | Beschreibung                  | Standort | Kennzeichnung | Schutzstatus | Datum | Bild           |
| ------------------- | ----------------------------- | -------- | ------------- | ------------ | ----- | -------------- |
| Kirche St-Hippolyte | Erbaut im 15./16. Jahrhundert | (Lage)   | PA00116588    | Inscrit      | 1980  | weitere Bilder |

## Liste der Objekte
- Monuments historiques (Objekte) in Verjon in der Base Palissy des französischen Kultusministeriums